# Only for DJs
Only for DJs était un magazine culturel créé en décembre 1995 consacré aux musiques électroniques et aux événements liés aux acteurs de l'industrie de la musique électronique et de la nuit. Les lecteurs se situent dans la tranche d'âge 15-35 ans, et ce sont des amateurs ou des professionnels (DJs, organisateurs, gérants d'établissements, etc.).
Le magazine diffusait le classement des clubs Musiboxlive qui est par rapport au club 40, un classement non officiel des clubs. 
Le magazine organisait aussi des émissions mixées par Ludovic Rambaud, qui sont diffusées sur trois webradios : 
- FG DJ Radio
- Paris One DJ Webradio
- Vonyc-Sessions

En décembre 2012, le magazine a cessé sa parution après 172 numéros à la suite d'une décision de l'actionnaire majoritaire.